# IC 3668
IC 3668 — галактика типу GxyP (частина галактики) у сузір'ї Гончі Пси.
Цей об'єкт міститься в оригінальній редакції індексного каталогу.